# Nicolaas I van Bronckhorst

Stamwapen van Bronckhorst

Nicolaas I van Bronckhorst (ovl. kort voor of in 1550) was heer van Stad aan 't Haringvliet.
Hij was een zoon van Andries van Bronckhorst en Wendelmoed van Boshuizen.
Kort voor 1546 trouwde hij met Jacomina van Poelgeest, dochter van ridder Gerrit van Poelgeest, heer van Hoogmade, en Helena Thaye. 
Uit dit huwelijk werden twee kinderen geboren:
- Gerardina (ovl. 1571). Zij trouwde met Jan van Mathenesse tot Wibisma.
- Nicolaas II van Bronckhorst (ovl. 1579). Hij trouwde in 1577 met Wilhelmina van Beieren-Schagen